# Bolitoglossa rostrata
Bolitoglossa rostrata (tên tiếng Anh: Salamandra Narigona) là một loài kỳ giông trong họ Plethodontidae.
Nó được tìm thấy ở Guatemala và México.
Các môi trường sống tự nhiên của chúng là các khu rừng vùng núi ẩm nhiệt đới hoặc cận nhiệt đới và các khu rừng trước đây bị suy thoái nặng nề.
Nó bị đe dọa do mất môi trường sống.